# Gustav Schaumann (Architekt)
Gustav Adolf Ernst Lionel Schaumann (* 26. Dezember 1861 in Osnabrück; † 7. Dezember 1937 in Ospedaletti, Ligurien) war ein deutscher Architekt und Baubeamter in Lübeck und Frankfurt am Main.

## Leben
Gustav Schaumann war der Sohn eines königlich hannoverschen Rittmeisters. Er studierte an der Technischen Hochschule Aachen und an der Technischen Hochschule (Berlin-)Charlottenburg. Nach dem bestandenen ersten Staatsexamen arbeitete Schaumann in seinem Vorbereitungsdienst als Regierungsbauführer (Referendar) über sieben Monate beim Bauamt der Stadt Lübeck. Nachdem einigen Jahren im Staatsdienst trat er 1889 in den Kommunaldienst über. Zunächst in Hannover, dann als Stadtbauinspektor und Vorsteher der Hochbauabteilung in Elberfeld und schließlich in gleicher Stellung in Halle (Saale) als Baurat.
Am 31. März 1891 heiratete Schaumann, der evangelisch-lutherischer Konfession war, Maria geborene Rose (* 15. Oktober 1868; † nach 1937 in Schönberg), eine Tochter von Major Rose. Sein Schwiegersohn war der Journalist und Schriftsteller Wilhelm Feldmann.

### Lübeck
Am 11. Dezember 1895 wählte der Lübecker Senat an die Stelle des nach München berufenen Adolf Schwiening Schaumann als Baurat für Hoch- und Wegebauten und gleichzeitig als Konservator der Lübeckischen Kunst- und Baudenkmäler.
Schaumann wurde am 2. Juni 1896 Mitglied der Gesellschaft zur Beförderung gemeinnütziger Tätigkeit und am 17. November zum Vorsteher des Museums für Lübeckische Kunst- und Kulturgeschichte gewählt. Am 16. Januar 1897 folgte er Schwiening im Amt als Vorsteher der Sammlung von Gemälden, Kupferstichen und Gipsabgüssen. Im selben Jahr wählte man ihn zum Vorsteher der Gemeinnützigen, ernannte ihn zum Preisrichter beim Wettbewerb für das geplante Kaiser-Wilhelm-Denkmal und zum Mitglied im Kollegium des Kunst-Gewerbe-Vereins. Er holte Johannes Baltzer, der später sein Nachfolger im Amte wurde, zum 1. Juli 1898 als Bauinspektor in die Stadt. Im gleichen Jahr wurde Schaumann Beisitzer im Schiedsgericht der Baudeputation und Vorstand der Lübeckischen Schillerstiftung. Bei seinem Besuch in Lübeck am 25. Oktober 1902 verlieh Großherzog  Friedrich Franz IV. von Mecklenburg-Schwerin Schaumann das Ritterkreuz des Greifenordens. Eugen Deditius (von der Baupolizei) wurde am 31. März 1903 an die Stelle des ausscheidenden Schaumanns in die Vorsteherschaft der Gemeinnützigen gewählt.
Als erstes stellte Schaumann das von seinem Vorgänger begonnene Gerichtsgebäude in Verbindung mit den alten Bauten des Burgklosters fertig. Es folgte das Kasernement für das Infanterie-Regiment Nr. 162, dann die IV. und V. St.-Lorenz-Schule, das Lehrerseminar am Langen Lohberg, zwei Pavillons des Allgemeinen Krankenhauses, der Neubau des Warmbadehauses in Travemünde, die Feuerwache, die neue St.-Lorenz-Kirche in der Vorstadt St. Lorenz, das Schulhaus der Knaben-Mittelschule an der Glockengießerstraße und eine größere Anzahl von Um- und Erweiterungsbauten des Heiligen-Geist-Hospitals, der Schule Moisling und des Schlachthofs.
Als Konservator versuchte Schaumann erfolgreich, die damals neuen Anschauungen über Denkmalpflege und Heimatschutz in der Stadt einzuführen. Das spätere Lübeckische Denkmalschutzgesetz griff auf seine Anregungen und Vorschläge zurück.
Zur Erhaltung und Instandsetzung der alten lübeckischen Bauten wurde unter seiner Oberleitung die Ausführung des Ziegelbaus in alter Form wieder aufgenommen, indem auch neue Bauten aus Handstrichsteinen zum Teil in großem historischen Format ausgeführt wurden. Unter seiner Mitarbeit wurden in die Bauordnung Bestimmungen zur Verhütung der Verunstaltung des Stadtbilds und der landschaftlichen Umgebung Lübecks aufgenommen.
Die Aufstellung des Inventars der lübeckischen Bau- und Kunstdenkmäler wurde durch Schaumann mit der Herausgabe des ersten Bandes – über die Petrikirche, die Marienkirche und das Heilige-Geist-Hospital – begonnen. Art und Gestaltung dieses Banes wurden richtungsweisend für die weitere Bearbeitung des Inventars.
Einige Wiederherstellungsarbeiten Schaumanns waren:
- Front des Füchtingshofs
- Kapelle des Heiligen-Geist-Hospitals
- Ausbau des Germanistenkellers im Rathaus
- Freilegung des Kaisertors und Ausbau zur Navigationsschule
- Umbau der Löwen-Apotheke
- Wiederherstellung kirchlicher Gebäude in Eutin (zu jener Zeit noch Teil des Fürstentums Lübeck)

Füchtingshof
Navigationsschule
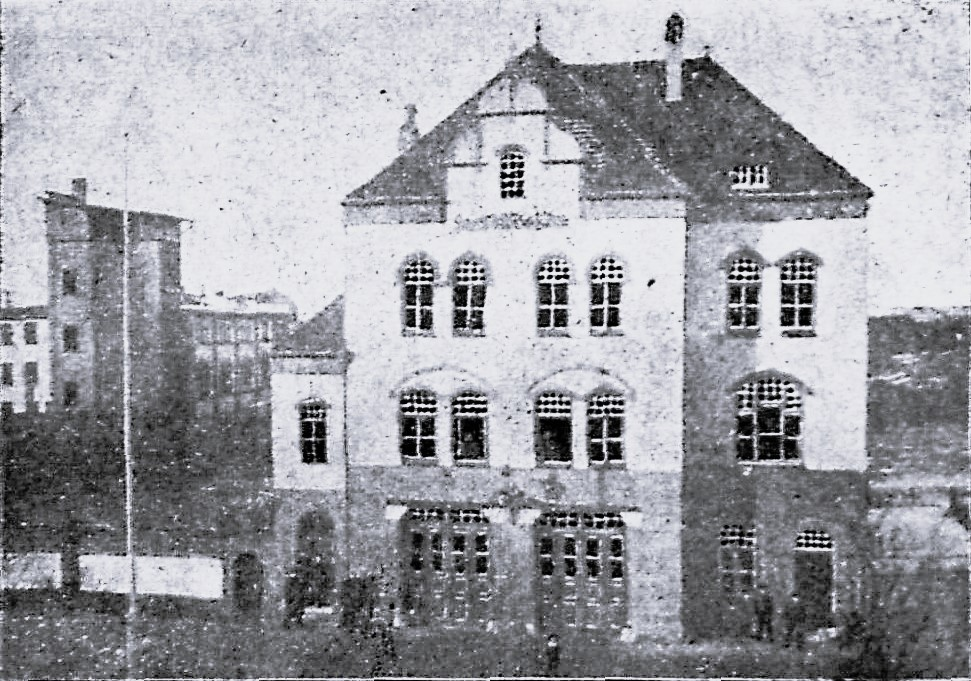
Feuerwache
Warmbadeanstalt in Travemünde
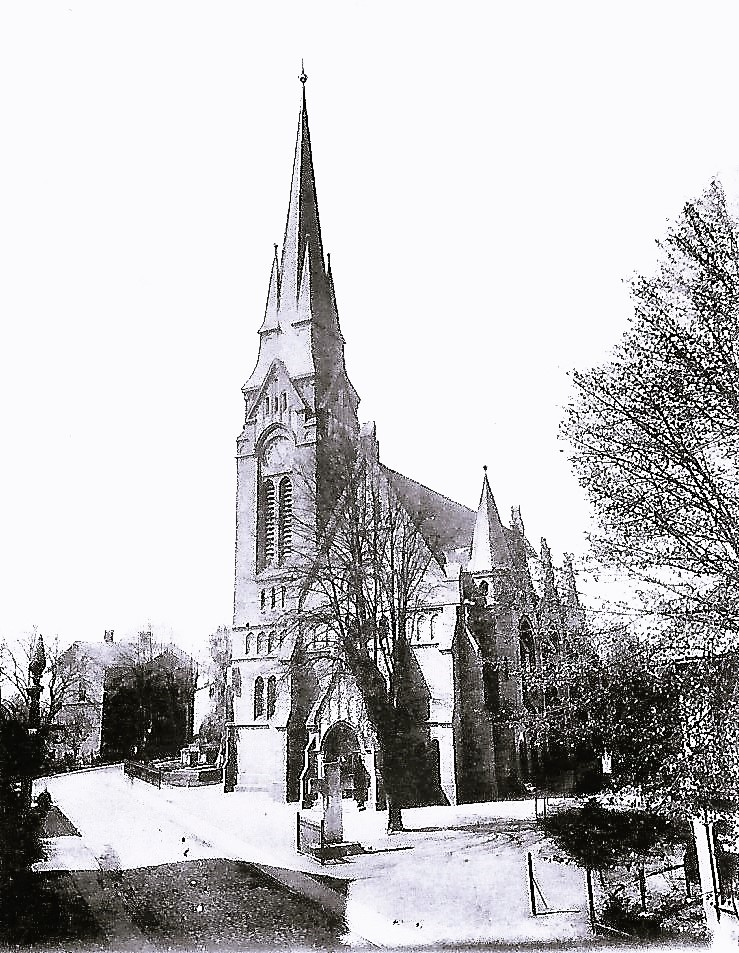
St.-Lorenz-Kirche
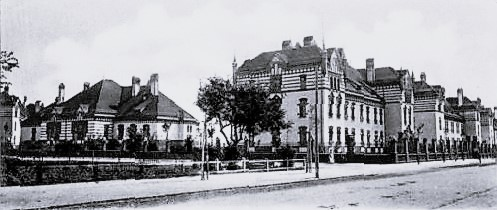
Neue Kaserne

Auch auf dem Gebiet der Stadtplanung machte sich Schaumann in Lübeck verdient. Als Erster führte er weiträumige Einfamilienhaus-Siedlungen ein. Hierdurch standen die Lübeckischen Wohnverhältnisse in Bezug auf die niedrige Behausungsziffer neben Bremen an erster Stelle der deutschen Städte.
Bei der städtebaulichen Planung des neuen Hauptbahnhofs war er maßgebend tätig. Auf seinen Grundlagen bauten seine Nachfolger auf.

### Frankfurt
Am 16. April 1903 wurde Schaumann als Nachfolger von Gustav Behnke zum besoldeten Stadtrat (Stadtbaurat) in Frankfurt am Main gewählt, zum 31. Juli 1903 schied er deshalb aus dem Lübeckischen Staatsdienst aus. In Frankfurt arbeitete er 22 Jahre, unter anderem unter Oberbürgermeister Franz Adickes. Er führte eine Reihe großer Bauten aus und wirkte an der Baugesetzgebung mit, insbesondere auf dem Gebiet des Erbbaues.
Von 1911 bis 1918 war er für den Stadtkreis Frankfurt Abgeordneter im Nassauischen Kommunallandtag und im Provinziallandtag der Provinz Hessen-Nassau. Im Kommunallandtag war er Mitglied im Bauausschuss.
Nachdem Schaumann 1925 in den Ruhestand trat, widmete er sich privaten Studien der mittelalterlichen Kunst. Er starb 76-jährig auf einer Studienreise in Italien.

#### Bauten in Frankfurt
- 1904–1906: Doppelvillen, Hartmann-Ibach-Straße 60/62 und 66/68 (gemeinsam mit Rudolf Restle, unter Denkmalschutz)
- 1905: Comeniusschule, Comeniusstraße 48–50
- 1905–1908: Günthersburgschule, Hartmann-Ibach-Straße 54–58 (gemeinsam mit Rudolf Restle, unter Denkmalschutz)
- 1906: Deutschherren-Mittelschule, Deutschherrenufer 18–19
- 1909: Versorgungshaus des Wiesenhüttenstifts, Richard-Wagner-Straße 7–11 (unter Denkmalschutz)
- 1909: Mehrfamilienwohnhaus, Textorstraße 114
- 1911: Wohnhaus-Zeile, Schulze-Delitzsch-Straße 21–27
- 1911: Verwaltungsgebäude des späteren Universitätsklinikums, Weigertstraße 3 / Theodor-Storm-Kai 7 (unter Denkmalschutz)
- 1912: Herderschule, Wittelsbacherallee 6–12
- 1913: Hautklinik, Ludwig-Rehn-Straße 14
- 1914: Maschinenhaus, Ludwig-Rehn-Straße 19
- 1914: Jüdisches Hospital, Gagernstraße 36–38
- 1920: Wohnhaus-Zeile, Mammolshainer Straße 2–38
- 1920: Mehrfamilienwohnhaus-Gruppe, Ringelstraße 12–16
- 1922: Mehrfamilienwohnhaus-Gruppe, Heidestraße 132
- 1922: Wohnhaus-Zeile, Ilbenstädter Straße 2–8
- 1923–1926: Waldstadion, Mörfelder Landstraße 360–362 (mit Max Bromme)[11]

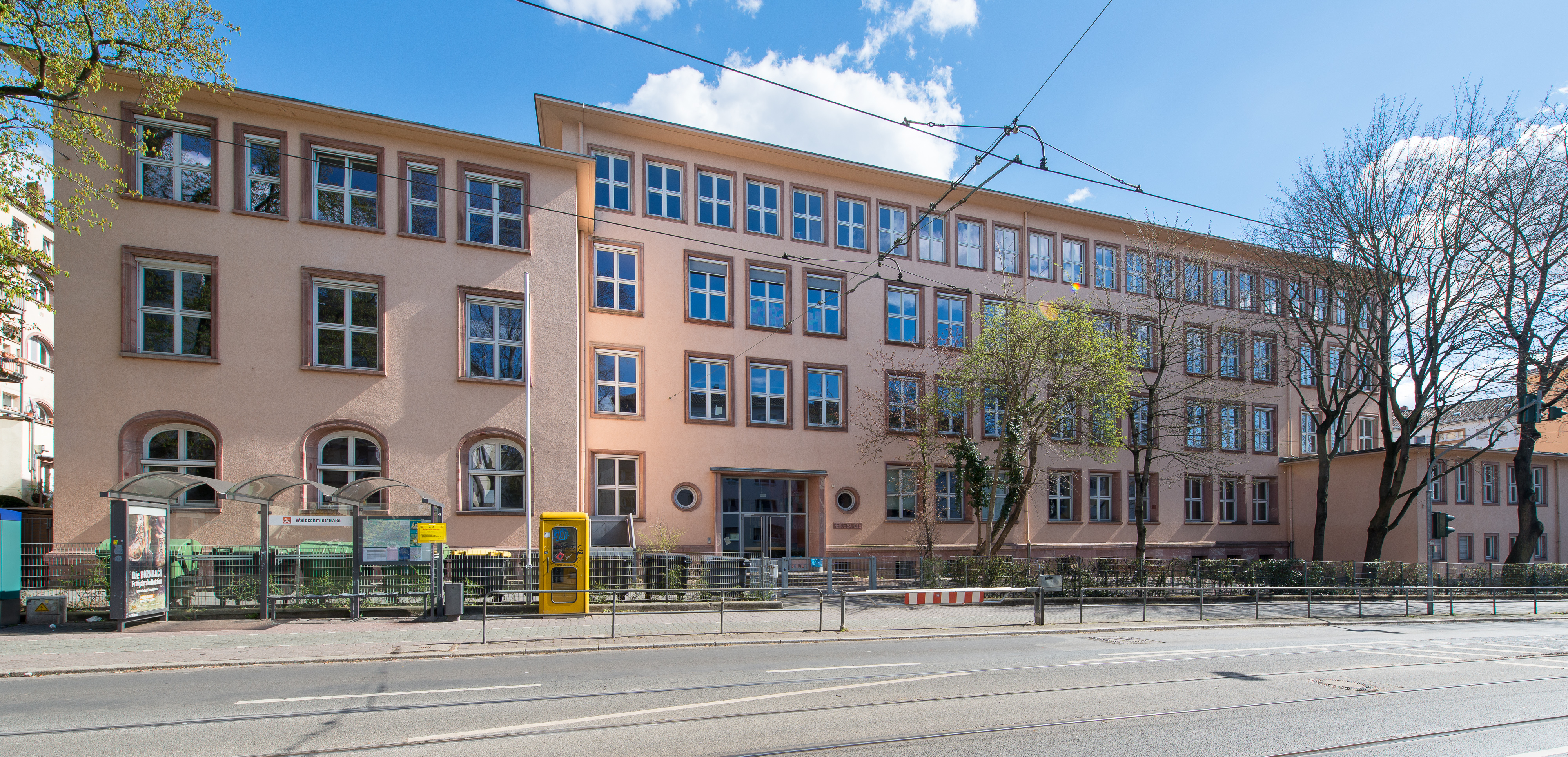
Herderschule
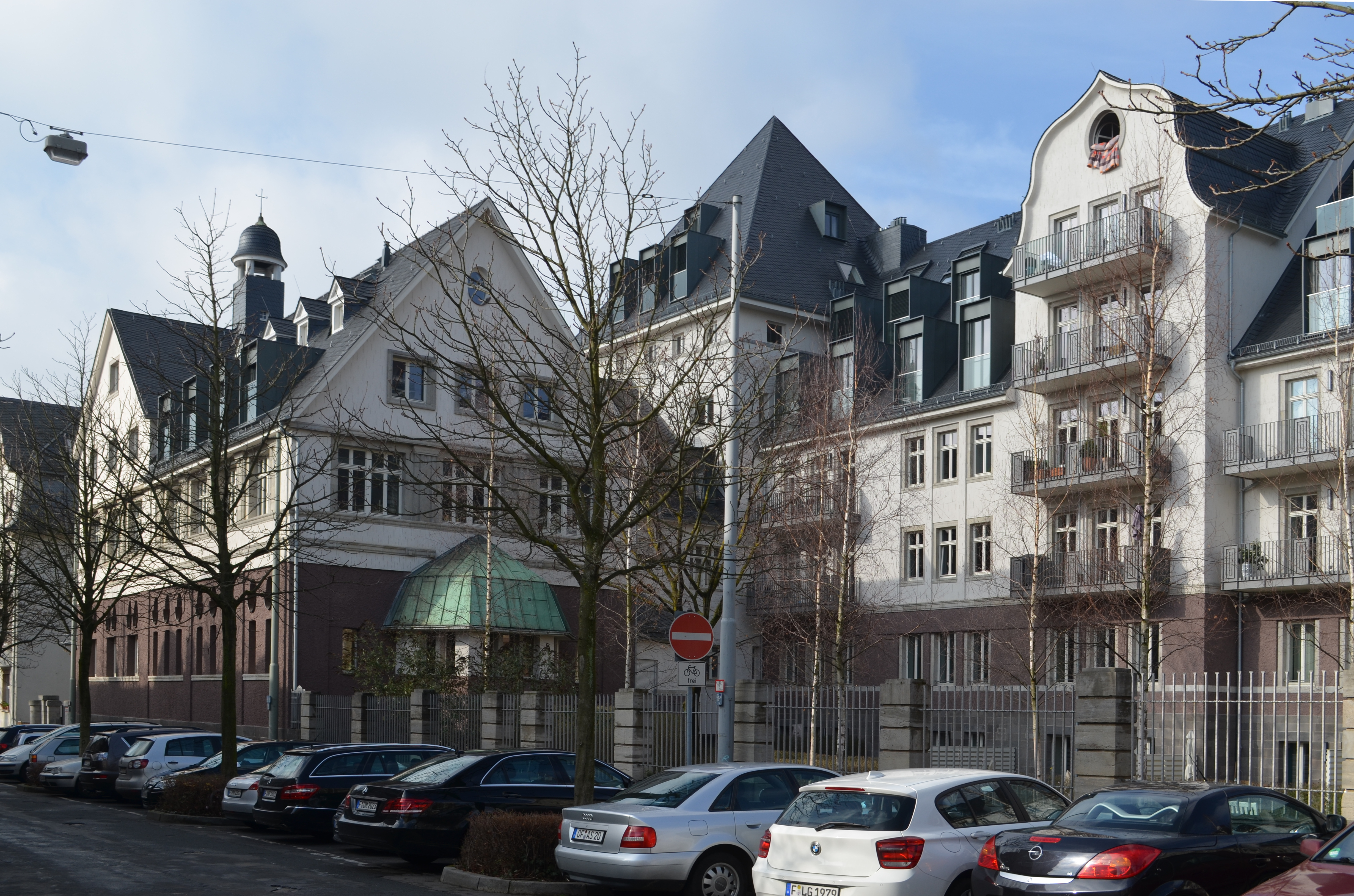
Häuser Richard-Wagner-Straße 7–13
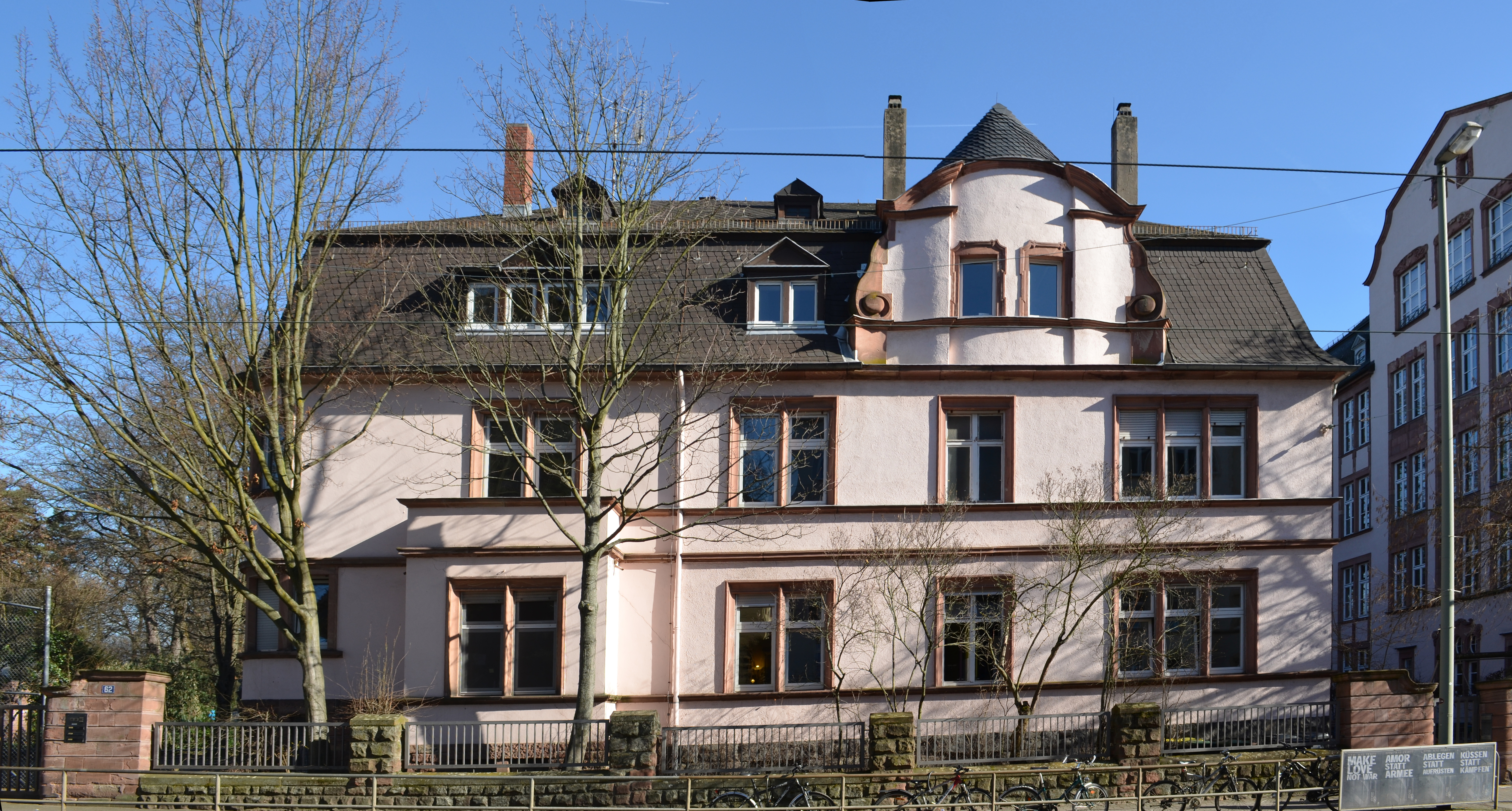
Haus Hartmann-Ibach-Straße 62

## Schriften
- (mit Fritz Hirsch und Friedrich Bruns): Die Bau- und Kunstdenkmäler der Freien und Hansestadt Lübeck. Band 2, Petrikirche, Marienkirche, Heilig-Geist-Hospital. Nöhring, Lübeck 1906. (Digitalisat)